# British Journal of Nutrition
British Journal of Nutrition — це рецензований науковий журнал, що висвітлює дослідження харчування тварин і людей. Він був створений у 1947 році та публікується Cambridge University Press від імені The Nutrition Society. Головний редактор — професор Джон Матерс з Ньюкаслського університету. За даними Journal Citation Reports, імпакт-фактор журналу в 2019 році склав 3,334.